# Andørja
68°53′0″N 17°17′52″Ø / 68.88333°N 17.29778°Ø
Andørja (samisk: Áttir) er en ø med med et areal på ca. 136 kvadratkilometer. Øen  var tidligere en selvstændig kommune i Troms og Finnmark fylke i Norge, men er nu en del af Ibestad kommune.
Andørja er Norges bjergrigeste ø, med elleve tinder over 1.000 m. Højeste fjeldtop er Langlitinden der er 1.276 moh., og den er med det også Norges højeste bjerg på en ø. Øen  har en karakteristisk fjord, Straumbotn, som deler øen omtrent i to.
Andørja var fra 1837 en del af Ibestad formannskapsdistrikt. I 1926 blev Andørja, Astafjord og Gratangen skilt ud fra Ibestad som selvstændige kommuner. Andørja havde da 1.420 indbyggere.
1. januar 1964 blev Andørja og Rolla (Andørja og Ibestad kommuner) slået sammen til Ibestad kommune. Andørja kommune havde på dette tidspunkt en befolkning på 1.330, men det er nu faldet til 572(2008).
Andørja er hjemsted for Tour de Andørja. Det er kombineret terrænløb, cykel og fjeldtur/-løb (kaldes Tripple Challenge) eller dele af det. Det foregår normalt 2. weekend i juli. I 2010 var datoen 9.-11. juli.
Fjeldløbet som også omtales som  Årbostadtindløpet, starter ved havniveau og ender på toppen af Årbostadtinden i 1.181 meters højde.

## Eksterne kilder og henvisninger
1. ↑  "Tour de Andørja". Arkiveret fra originalen 12. december 2009. Hentet 24. oktober 2009.
2. ↑  Årbostadtindløpet